# Metazygia ikuruwa
Metazygia ikuruwa là một loài nhện trong họ Araneidae.
Loài này thuộc chi Metazygia. Metazygia ikuruwa được Herbert Walter Levi miêu tả năm 1995.